# Friedrich Heyne

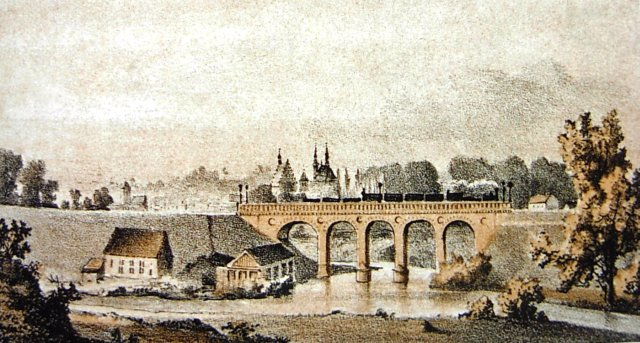
Włączenie Bydgoszczy do sieci kolejowej to jedna z zasług burmistrza Friedricha Heyne. Nowo wybudowany most kolejowy po doprowadzeniu do miasta sieci Pruskiej Kolei Wschodniej - litografia Juliusa Gretha z 1853 r.

Friedrich Hermann Heyne (ur. 1813 w Kirchhain, zm. 1856 w Bydgoszczy) – burmistrz Krosna Odrzańskiego (1840–1844), nadburmistrz Bydgoszczy (1845–1856).

## Życiorys
Urodził się 13 stycznia 1813 r. w Kirchhain, powiat
Luckau, rejencja frankfurcka. Był synem właściciela majątku ziemskiego. Naukę rozpoczął w domu rodzinnym pod okiem guwernerów, po czym uczęszczał do szkoły męskiej w Kirchhain. Równolegle uczył się również łaciny, języka francuskiego oraz greki. Mając 14 lat podjął naukę w gimnazjum w Luckau, które ukończył jako prymus szkoły, składając egzamin maturalny w 1833 roku. Dalszy etap jego nauki stanowiły studia w zakresie prawa, przez pierwszy rok na uniwersytecie w Lipsku, a następnie w Halle. 
Przedwczesna śmierć ojca i brak środków finansowych spowodowały, iż jeszcze w trakcie studiów zmuszony był zarabiać na swoje utrzymanie. Zatrudniał się jako doradca prawny w małych stowarzyszeniach i organizacjach, korzystając z protekcji swego wykładowcy z uniwersytetu, prof. von Madaia. Ostatecznie jednak z braku środków finansowych przerwał studia i podjął pracę zawodową jako praktykant w Wyższym Sądzie Krajowym w Naumburgu. W wyniku podjętych starań oraz wstawiennictwa prof. von Madaia, minister sprawiedliwości zaliczył mu triennium (3 lat studiów) oraz udzielił dyspensy od wymaganego urzędowo pełnego odbycia studiów, umożliwiającego podjęcie pracy sędziego. 
Po uregulowaniu swego statusu zawodowego pracował krótko w kilku sądach powiatowych, m.in. w Wyższym Sądzie Krajowym we Frankfurcie nad Odrą. W latach 1840–1844 pełnił urząd burmistrza miasta Krosno Odrzańskie, zaś w 1841 r. uzyskał tytuł komisarza sprawiedliwości z kwalifikacjami asesora sądów krajowych i miejskich. 
W 1844 r. złożył swą kandydaturę w wyborach nadburmistrza Bydgoszczy i został wybrany na posiedzeniu rady miejskiej w dniu 16 października 1844 r., mając zaledwie 32 lata.

### Nadburmistrz Bydgoszczy
Główną jego troską jako nadburmistrza stał się rozwój gospodarczy miasta, który wiązał z włączeniem miasta do sieci Pruskiej Kolei Wschodniej. Budowa nowych szlaków kolejowych umożliwiła szerszy udział miasta w ogólnopaństwowym obrocie handlowym, stworzyła nowe miejsca pracy sprzyjające napływowi robotników z Niemiec oraz ożywiła miejscowe rzemiosło. Dobrze prosperujący rzemieślnicy stopniowo przekształcali swoje warsztaty w znaczące fabryki i firmy przemysłowe. Budowa kolei sprzyjała także dorabianiu się gospodarzy-osadników świadczących usługi transportowe, którzy zarobione pieniądze przeznaczali na zakup ziemi, powiększając posiadane już gospodarstwa rolne. 
Sprawie budowy linii kolejowej poświęcił Heyne najwięcej uwagi. Przekonywał miejscowe władze regencyjne z prezydentem Hansem von Schleinitzem na czele, o celowości i konieczności podjęcia tej inwestycji. Mimo zgłaszanych przez Schleinitza wątpliwości (niepewna zyskowność tego przedsięwzięcia), starania Heynego uwieńczone zostały sukcesem i 27 lipca 1851 r. w obecności cesarza Wilhelma IV otwarło pierwszy odcinek Kolei Wschodniej z Krzyża do Bydgoszczy. Miasto zyskało tym samym połączenie z Poznaniem i Berlinem przez Szczecin.
Współcześni mu radni i mieszkańcy miasta cenili go jako gruntownie wykształconego, sprawnego i odpowiedzialnego urzędnika. Z jego imieniem łączono dynamiczny rozwój Bydgoszczy, jaki odnotowano w połowie XIX wieku. Podkreślano jego energię i upór w działaniu na rzecz podniesienia rangi gospodarczej miasta. Wyrazem szczególnego uznania była decyzja rady miejskiej o przyznaniu żonie i małoletnim dzieciom specjalnej renty.

### Działalność w okresie Wiosny Ludów
Rządy Heynego przypadły na okres rewolucji w Prusach i powstania w Wielkim Księstwie Poznańskim, któremu przewodził Ludwik Mierosławski. W planach powstańczych znalazła się także Bydgoszcz, jednak wykryto zawiązany tu spisek i polscy działacze narodowi zostali aresztowani. Poddano ich brutalnemu śledztwu. Swój udział w tych represjach miał także Heyne, niechętny Polakom. W procesie polskich spiskowców, który odbył się w Moabicie w dniach od 2 sierpnia do 17 listopada 1847 r. zeznawał jako świadek obciążając polskich działaczy niepodległościowych. Wydarzenia te spowodowały zaostrzenie się antagonizmów narodowościowych oraz wzrost nastrojów nacjonalistycznych wśród ludności niemieckiej. 
Rewolucji z 1848 r. towarzyszyło również pojawienie się liberalizmu politycznego, który nie dotyczył sfery spraw narodowościowych. Wśród przedstawicieli tego kierunku politycznego w mieście znalazł się burmistrz Heyne. 8 maja 1848 r. wybrano go deputowanym do pruskiego Zgromadzenia Narodowego. W wystąpieniach parlamentarnych i prasowych ostro krytykował monarchię, żądając zwiększenia udziału mieszczaństwa w życiu politycznym. W Bydgoszczy zdołał skupić wokół siebie grono wolnomyślnie nastrojonych przedstawicieli inteligencji, kupiectwa i rzemiosła. W działalności tej zyskał poparcie J. H. Deinhardta, pedagoga i filozofa, dyrektora Królewskiego Gimnazjum Fryderyka Wilhelma w Bydgoszczy. Wpływy liberałów w mieście zapewniły mu mandat poselski w wyborach do sejmu pruskiego przeprowadzonych w 1849 r. Ta postawa przysporzyła mu jednak wrogów wśród konserwatywnie nastawionych przedstawicieli regionalnych władz administracji państwowej. 

### Odwołanie ze stanowiska burmistrza
Po upływie jego kadencji burmistrza w 1856 r. zdecydowanie zwyciężył (stosunkiem głosów 30 do 3) w wyborach na kolejną 12-letnią kadencję. Uzyskał również formalne zatwierdzenie swego wyboru. Z inspiracji prezydenta regencji Juliusa von Schleinitza zorganizowano jednak kampanię polityczną skierowaną przeciwko niemu z powodu jego liberalnych przekonań. Doszło nawet do anonimowej denuncjacji Heynego do władz prowincji i Ministerstwa Spraw Wewnętrznych w Berlinie. W obronie burmistrza rada miejska wystosowała 23 maja 1856 r. specjalną petycję do króla zawierającą wyjaśnienia i prośbę o zatwierdzenie jego wyboru, jednak nie przyniosła ona oczekiwanego rezultatu. Ponowną próbę dotarcia do monarchy podjął w imieniu rady adwokat Emil Senff (późniejszy Honorowy Obywatel Bydgoszczy), lecz również ona zakończyła się niepowodzeniem. Ostatecznie Heyne został zmuszony do złożenia urzędu, w atmosferze skandalu politycznego. Osobiste niepowodzenie i afront, jaki spotkał go ze strony władz regencji, przyczynił się do jego przedwczesnej śmierci.
Zmarł 14 lipca 1856 r. w Bydgoszczy. Pochowano go na cmentarzu ewangelickim przy ul. Jagiellońskiej (dziś Park Ludowy im. W. Witosa). Był żonaty z Emestine z domu Sturmer. Miał troje dzieci: dwóch synów i córkę. 
W okresie pruskim jego imieniem nazwano jedną z ulic miasta w Śródmieściu Bydgoszczy, której nazwę zmieniono po 1920 r. na ul. Mazowiecką.